# Bruno Topff

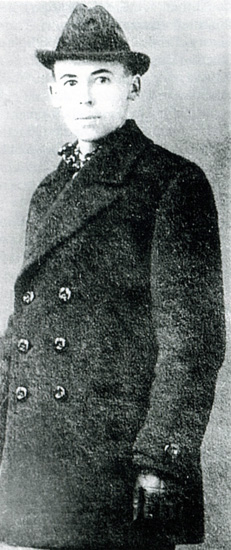
Bruno Topff, 1918

Bruno Gustav Eugen Topff (* 2. November 1886 in Potsdam; † 9. November 1920 in Sonderburg/Sønderborg, heute Dänemark) war ein deutscher Uniformschneider und Marinesoldat. Vom 6. bis zum 9. November 1918 war er Vorsitzender des Sønderborger Soldatenrates und setzte in dieser Position die Novemberrevolution auf der Insel Alsen (Nordschleswig) unblutig durch. Nach einer unhistorischen, aber im regionalen Gedächtnis weit verbreiteten Legende rief Bruno Topff angeblich die „Republik Alsen“ und sich selbst zu deren Präsident aus.

## Leben und Wirken bis Ende 1918

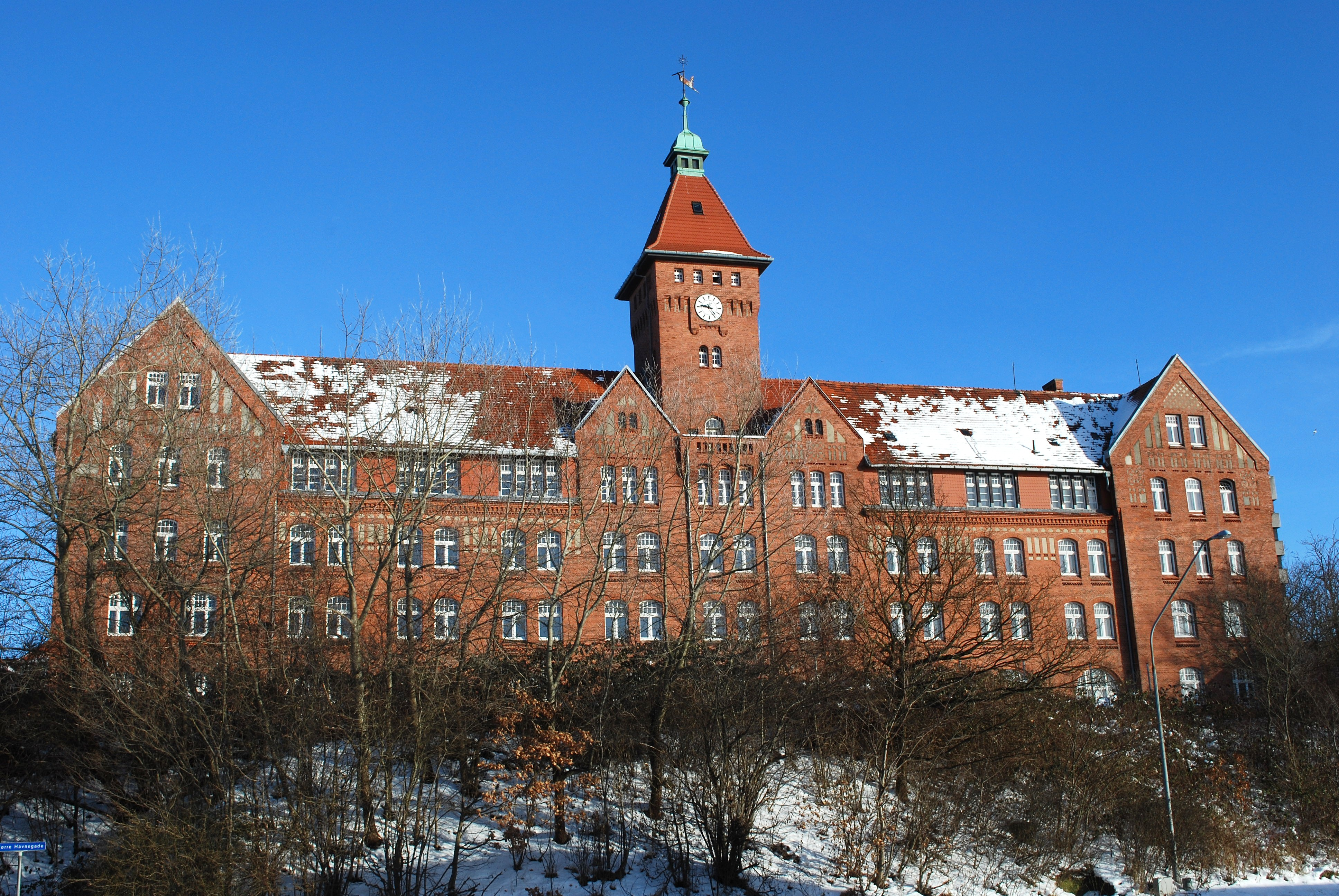
Die ehemalige Marinestation in Sonderburg (Sønderborg Kaserne)

Bruno Topff wurde 1886 in Potsdam als der Sohn des Baumeisters Arved Topff und seiner Frau Louise geboren. Der Vater kann nur ein bescheidenes Baugeschäft geführt haben, denn er musste von Potsdam nach Berlin-Rahnsdorf übersiedeln, um dem Konkurrenzdruck auszuweichen. Sonst hätte er seinen Sohn Bruno wohl auch nicht in die Lehre zu einem Schneider gegeben. Bruno Topff avancierte schließlich zum Oberschneidergast, wie man damals einen Matrosen nannte, der für die Schneiderwerkstatt eines Kriegsschiffes oder einer Kaserne verantwortlich war. Anfang November 1918 lag er schwer lungenkrank im Marinelazarett Sonderburg. Am 5./6. November 1918 gelangte die Kunde vom Kieler Matrosenaufstand nach Sonderburg auf Alsen, wo zwischen 4000 und 5000 Marine- und auch Infanteriesoldaten in der Marinestation Sonderburg stationiert waren. Topff verließ daraufhin das Lazarett (angeblich durch einen Sprung aus dem Fenster) und wurde am 6. November zum Vorsitzenden des Soldatenrates gewählt.
Topffs erste Sorge galt der Aufrechterhaltung der öffentlichen Ordnung. Er ließ Marinewachen auf den Straßen aufstellen und verbot den Alkoholausschank, zweifellos um zu verhindern, dass die in Sonderburg stationierten Soldaten sich nun im Rausch ihrer neugewonnenen Freiheit betranken und alkoholisiert durch die Straßen zogen. Seiner politischen Einstellung nach Kommunist bzw. Anhänger des Spartakusbundes, ließ Topff die Marinestation Sonderburg und ihre Schiffe nicht mehr mit der Reichskriegsflagge, sondern mit einer roten Fahne beflaggen. Am Morgen des 7. November besuchte Topff im beschlagnahmten Wagen des Landrats Kurt Schönberg Banken, Sparkassen und das Postamt, um die Kassenbestände festzustellen. Weiter verbot Topff die Lebensmittelausfuhr aus Alsen und ließ aus örtlichen Beständen je eine Portion Butter an alle Familien der Stadt verteilen. Außerdem ließ Topff am 7. November den Hauptmann Specht verhaften, der mit seinen Soldaten gegen die Revolutionäre vorgehen wollte. Aus Sicht der meuternden Matrosen hatte Topff damit eine „Konterrevolution“ verhindert. Schließlich besuchte Topff zahlreiche Versammlungen auf den Dörfern der Insel und sprach über die Revolution. Jedoch dauerte das Regime Topff keine 70 Stunden: Schon am 9. November 1918 musste er aus gesundheitlichen Gründen den Vorsitz des Soldatenrates abgeben.

## Augenzeugenbericht
Der Hofbesitzer Ernst Christensen aus Asserballe suchte Topff während seiner kurzen Herrschaft einmal in der Marinestation Sonderburg auf. Topffs Büro befand sich dort in einer gewöhnlichen Mannschaftsstube, wo quer im Raum ein großer Tisch aufgestellt war. Vor Ernst Christensen warteten noch ein halbes Dutzend andere Leute darauf, Topff ihr Anliegen vorzutragen. Christensen fand es interessant zu beobachten, was sie vorzubringen hatten, und gab hierüber später folgenden Bericht, der leicht gekürzt und übersetzt lautet (im dänischen Originaltext sind die Zitate Topffs meist auf Deutsch):

„Topf [sic] war ein mittelgroßer, aber sehr magerer Mann mit eingefallenen Wangen und scharfen Gesichtszügen. […] Ab und zu hustete er übel. Er war in Naturleder gekleidet – also braune Stiefel über den weiten Marinehosen. Das Hemd war in die Hose gestopft, und darüber trug er einen zivilen Übermantel, dessen Ärmel ihm zu lang waren, weshalb er sie umgekrempelt hatte und das Innenfutter zu sehen war. Die Mütze hatte er in den Nacken gezogen, so dass ihm die Haarsträhnen in die Stirn hingen. Die Hände hatte er die meiste Zeit in den Hosentaschen, so dass die Rockschöße seines Mantels nach hinten abstanden, während er im Raum auf und ab ging. Er war ständig in Bewegung und es war ja auch wahrhaftig viel zu regeln, doch schien mir zum größten Teil, dass es für einen Präsidenten ziemlich kleine Dinge waren, mit denen er sich beschäftigte. Zum Beispiel kamen zwei Kaufleute aus Sonderburg […], die Hühner und Kaninchen aufgekauft hatten, und da Topf [sic] jede Ausfuhr von der Insel verboten hatte, kamen sie nun und verbeugten sich tief und baten untertänigst um eine Ausfuhrerlaubnis, da die Tiere schon am Verhungern waren. „Nein“, sagte Topf, „ausgeführt werden können sie nicht, aber Sie können morgen früh mit den Hühnern kommen. Dann kriegen meine Leute Hühnerfrikassee. Das haben sie lange nicht gehabt! Also kommen Sie morgen früh mit den Hühnern, tot oder lebendig, mir ist’s ganz egal.“ Als einer von den anderen anmerkte, dass die Leute ein wenig an ihren Waren verdienen durften, antwortete er: „Na, sagen wir 10 Prozent.“ Abgang! Der nächste! Das war ein bekannter Sonderburger, ein Uhrmacher übrigens, der den Präsidenten der Loyalität der dänischen Bevölkerung versichterte. Ja, darüber war Topf absolut nicht im Zweifel. Eine tiefe Verbeugung. Auf Wiedersehen! Der nächste war ein Marineoffizier, Kapitän eines der vor Anker liegenden Kriegsschiffe, ein wenig kriecherisch, sonst in strammer Haltung und in Zivil, und wollte von Topf wissen, unter welcher Flagge er morgen nach Kiel auslaufen sollte. Ob sie die Reichskriegsflagge hissen könnten? Topf wörtlich: „Die kaiserlich deutsche Kriegsflotte existiert nicht mehr. Von jetzt an fahren wir nur unter der roten Flagge.“ […] Darauf kam ein Pilot herein, dessen Maschine wir gerade kommen gehört hatten und der draußen vor der Marinestation gewassert hatte. Er brachte einige große Plakate von Noske in Kiel, in denen dazu aufgefordert wurde, in der Bevölkerung die Ordnung aufrechtzuerhalten usw. Topf überflog sie, zog einen dicken Strich durch Noskes Namen und setzte stattdessen seinen darunter. Dann warf er sie einem Marinesoldaten zu mit dem Befehl, sie schleunigst in der Schnellpresse der Sonderburger Zeitung drucken zu lassen. „Im Laufe einer Stunde müssen die an ins Auge fallenden Orten in der Stadt aufgehängt sein. Ab!“ Währenddessen kam einer der [Soldaten-]räte mit einer Tasse Bouillon, die der Präsident mit sichtlichem Behagen in sich hineinschlürfte, wobei er anmerkte, dass er in 48 Stunden weder geschlafen noch gegessen hatte. Er hatte ja viel zu tun, und soweit  war er den Alsenern ein guter Präsident.“

Die geschilderten Szenen müssen sich am 7. November 1918 abgespielt haben, denn an diesem Morgen landete das beschriebene Wasserflugzeug aus Kiel, eine Albatros W.4, welches die von Noske gezeichneten Beschlüsse des dortigen Soldatenrates mitbrachte.

## Leben nach der Novemberrevolution
Topff wurde im Dezember 1918 verhaftet und vor das Kriegsgericht der Stadt Schleswig gestellt. Dort wurde er am 19. Januar 1919 freigesprochen, weil sich der Verdacht auf strafbare Handlungen nicht bestätigt hatte und weil seine friedliche Revolution „vielleicht Radikalere daran gehindert hatte, die Macht zu erobern“, wie es in der Urteilsbegründung hieß.
Topff kehrte nach Sonderburg zurück und eröffnete dort ein Schneidergeschäft. Im Februar/März 1919 fanden bei ihm nach anonymen Denunziationen mehrere ergebnislose Hausdurchsuchungen nach illegalen Waffen statt. Daraufhin schrieb Topff am 20. März einen Leserbrief, der am 2. April in der Sonderburger Zeitung veröffentlicht wurde und in welchem er sich nicht als Revolutionär, sondern als Wahrer von Recht und Ordnung darstellte:

„Als damals am 9. November unser Vaterland in tiefem furchtbaren Chaos und Anarchie zu versinken drohte, da war auch ich einer von denen, die den Mut besaßen, einer entfesselten und zum Teil zügellosen Masse vorerst mal Zügel anzulegen. Hier in Sonderburg tat ich es ganz allein. Ich habe seinerzeit sofort die Sachlage erkannt und mein Bestreben war nur, Blutvergießen, Raub und Plünderung zu verhindern. Wer weiß es denn, mit welchen Ansinnen die unter uns befindlichen rüden Elemente, und es waren nicht wenige, an mich herangetreten sind? Wer weiß denn, was ich alles im Stillen verhindert habe? Wer hat denn gesehen, wie ich hier beschwichtigen und dort mit einem Donnerwetter einschüchtern mußte, hier, um Gewalttaten zu verhüten, dort, um meine Autorität zu festigen?“

Am 5. November 1920 wurde Topff in die Krankenhausabteilung der dänischen Kriegsinvalidenschule in Sonderburg eingeliefert. Kurz darauf, am 9. November 1920, erlag er hier seiner Lungentuberkulose. Seine Witwe Anni Topff meldete sich noch am selben Tag nach Berlin ab. Die sterblichen Überreste ihres Mannes überführte sie sogleich per Fährschiff und Eisenbahn nach Berlin, wo sie diese auf dem Neuen Zwölf-Apostel-Kirchhof bestattete. Die Bruno-Topff-Gesellschaft und die Kommune Sønderborg ließen am 6. November 1993, zum 75. Jahrestag von Toppfs „Herrschaftsantritt“, auf seiner Familiengrabstätte in Berlin eine Gedenkplatte anbringen, die den „Matrose[n] Bruno Topff“ mit seinen Lebensdaten als „"Präsident" auf der Insel Alsen Nordschleswig 7.–9.11.1918“ würdigt.

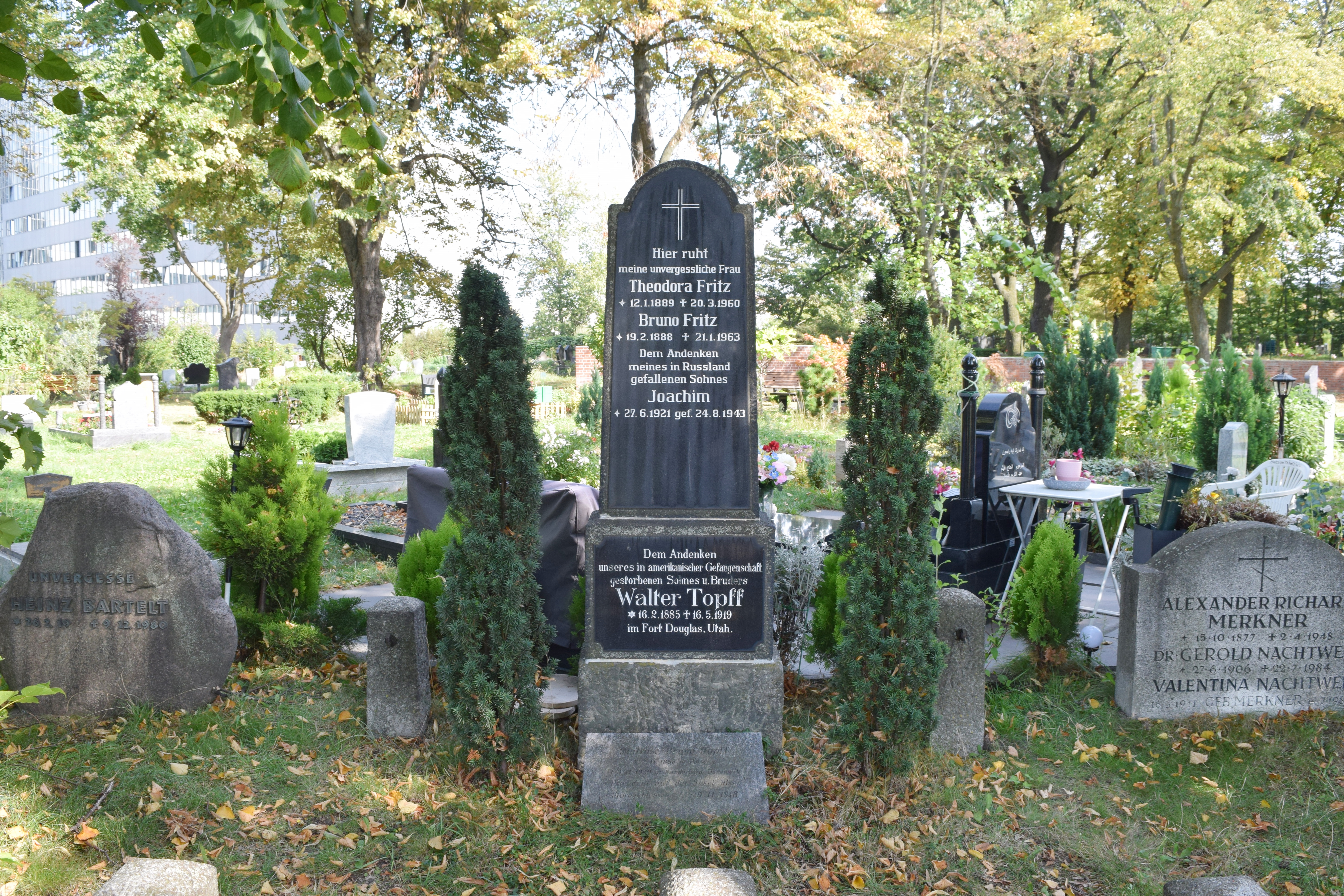
Die Familiengrabstätte Fritz/Topff in Berlin-Schöneberg
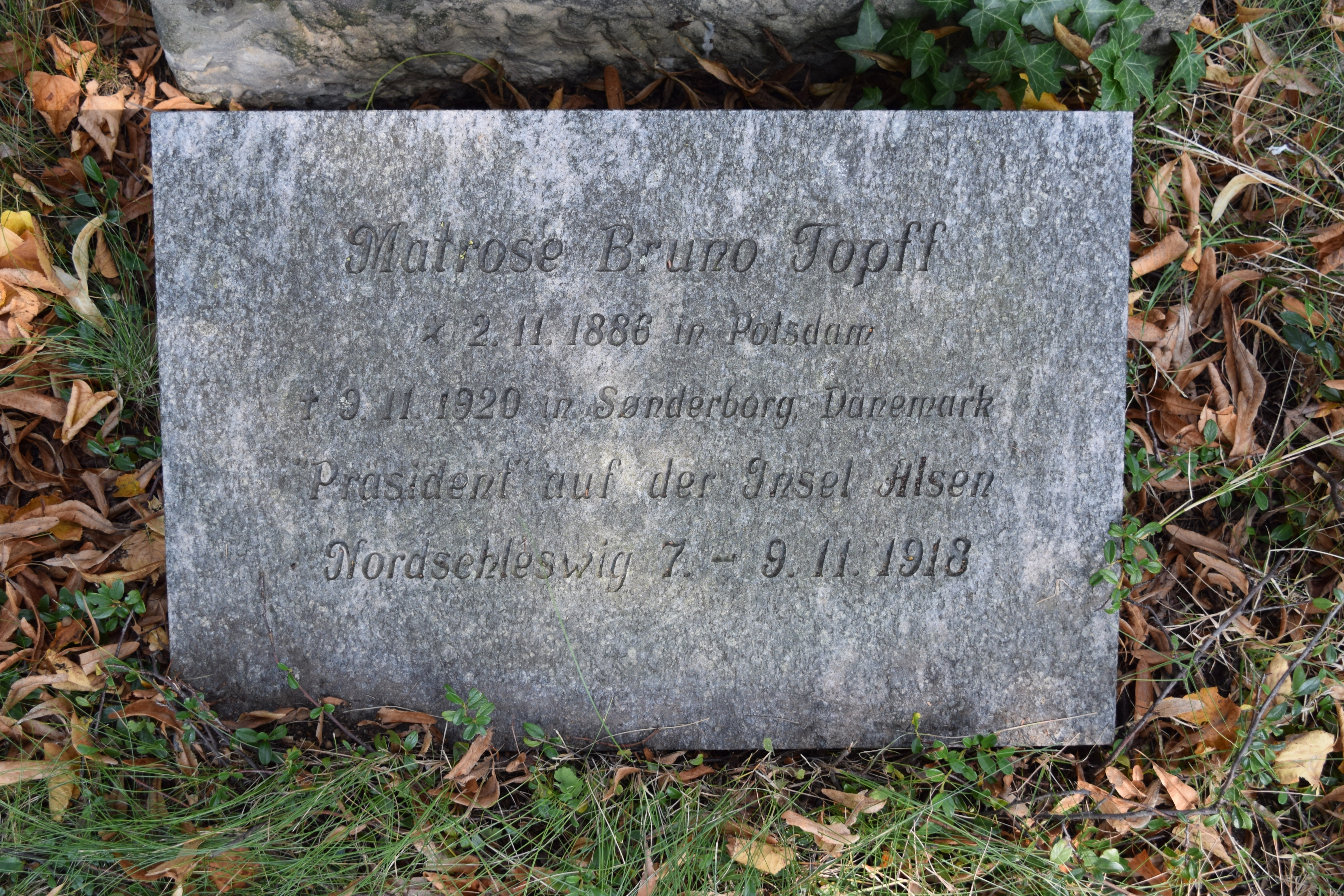
Die 1993 dort gesetzte Gedenktafel für Bruno Topff

## Spätere Legendenbildung
Der spätere Reichswehrminister Gustav Noske war während des Kieler Matrosenaufstands 1918 vom 5. bis zum 6. November vorläufiger Vorsitzender des Soldatenrats in Kiel. Am 7. November übernahm Lothar Popp den Vorsitz im Obersten Soldatenrat und Noske ersetzte Admiral Souchon als Gouverneur. Im Jahr 1920 veröffentlichte Noske nach seinem erzwungenen Rücktritt seine Erinnerungen und Rechtfertigungen, in denen er Topff – ohne ihn namentlich zu nennen – als Halbverrückten darstellte:

„Einen Mann, der auf Alsen sein Wesen trieb, ließ ich zweimal ins Lazarett bringen, da er infolge Mangels an Schlaf ganz unzurechnungsfähig geworden war. Er brannte jedesmal wieder durch. Zum drittenmal ließ ich ihn mir durch Bewaffnete vorführen und dann in Arrest sperren. Die Untersuchung ergab nicht, daß er ernste Straftaten verübt hatte. Daß er die Insel allein regieren wollte, war nur ein Ausfluß vorübergehender Verrücktheit. Der Kriegsgerichtsrat schlug mir vor, ihn zu entlassen, seine Frau sei gekommen, um ihn mit nach Hause zu nehmen. Am nächsten Tage erschien er in blitzsauberer Uniform bei mir und erklärte: „Herr Gouverneur haben mich eingesperrt. Dafür bedanke ich mich. Jetzt bin ich wieder ganz vernünftig.“ Ein Jahr später habe ich von ihm einen sehr netten Brief erhalten.“

Historiker bezweifeln Noskes Darstellung aus mehreren Gründen: Als Vorsitzender des Kieler Soldatenrates besaß er formal keinerlei Befugnis, seinen Sønderborger Kollegen abzusetzen. Wie es ihm möglich gewesen soll, Topff in dessen nur 70-stündiger Herrschaft zweimal einweisen und schließlich verhaften zu lassen, bleibt ebenfalls rätselhaft. Gerade der geordnete Verlauf der Novemberrevolution auf Alsen dürfte keinen Grund zum Eingreifen geboten haben. Auch eine Verwechslung ist möglich, denn Noske gibt in seinem Buch mehrere Fälle an, bei denen er seiner Darstellung zufolge Menschen inhaftieren ließ oder mit Inhaftierung bedrohte.
Dass Topff sich zum Präsidenten einer Republik Alsen ausgerufen haben soll, wird von zeitgenössischen Dokumenten nicht gestützt, sondern erst in nachträglichen Berichten behauptet wie z. B. bei A. Thyssen, der fast 50 Jahre nach den Ereignissen – aus dem Dänischen übersetzt – schreibt (1966):

„Unmittelbar nach unserer Ankunft auf der Marinestation in Sønderborg bekamen wir zusammen mit den zurückgebliebenen Offizieren die Order, auf dem Kasernenplatz Aufstellung zu nehmen. Ein Matrose in wehendem gestreiften Hospitalkittel und Mütze [= Topff] sprang auf den Tisch, woraufhin er eine donnernde Rede hielt. Er leitete sie mit den bombastischen Worten ein: „Nun haben wir die Macht ergriffen, und das Hampelmannspielen ist vorbei. Wir kommen soeben von Kiel, wo wir 600 Offiziere erschossen haben“. Letzteres erwies sich glücklicherweise als Prahlerei. Zum einen war Topff nicht in Kiel gewesen, da er bekanntlich aus dem Marinelazarett in Sønderborg kam, wo er mit einer ernsten Tuberkulose eingeliefert worden war. Zum anderen wussten wir, dass der Kieler Matrosenaufstand ohne diese behaupteten Opfer verlaufen war. In seiner Rede warnte Topff nachdrücklich vor jeder Art Widerstand gegen die Revolution, indem er uns drohend darauf hinwies, dass die Kanonen des Schlachtschiffs König auf die Kaserne gerichtet waren, was im übrigen stimmte, und dass bei dem geringsten Zeichen von Widerstand geschossen werden würde. Die Rede schloss damit, dass er die Insel Alsen zur selbständigen Republik ausrief und mitteilte, dass die Pontonbrücke, die die Verbindung zum Festland herstellte, abgebrochen war, und dass er als Präsident der Republik Alsen die Regierung übernommen hätte. Danach mussten die zurückgebliebenen Offiziere am Tisch vorbeidefilieren, wo sie ihre Säbel zu den Füßen von „Präsident Topff“ ablegen mussten, was auf uns junge Matrosen einen starken Eindruck machte und für einen deutschen Offizier sicherlich der schlimmste Augenblick in seinem Leben gewesen sein muss.“

Wichtige Details wie die Republikausrufung im Lazarettkittel oder Topffs angebliche Prahlerei, in Kiel an der Erschießung von 600 Offizieren beteiligt gewesen zu sein, beruhen laut dem Autor Robert Huhle auf der nicht korrekten Erinnerung des Zeitzeugen: „Man stelle sich einen Mann vor, der behauptet, daß er in gestreifter Lazarettwäsche in Kiel an einem lustigen Blutbad teilgenommen habe!“ Dass Topff keine staatliche Selbständigkeit für die Insel Alsen angestrebt haben kann, ergibt sich u. a. daraus, dass er gleich am 6. November 1918 Noske telegraphisch um 100.000 Mark zur Entlohnung und Verpflegung seiner Mannschaften ersuchte und am 7. November einem Befehl aus Kiel nachkam, alle Sønderborger Flotteneinheiten nach Kiel auslaufen zu lassen, was der Präsident einer selbständigen Republik gewiss nicht getan hätte. Wahrscheinlich war es die Kunde von der Ausrufung der Republik in Deutschland am 9. November 1918, die von einigen Bewohnern Alsens missverstanden und lokalpatriotisch auf ihre eigene Insel bezogen wurde.